# 栗東市立栗東西中学校
栗東市立栗東西中学校（りっとうしりつ りっとうにしちゅうがっこう）は、滋賀県栗東市にある公立中学校。略して「りっせい」や「りっせー」などとも呼ばれる。
2012年度（平成24年度）時点では生徒数が900人超に達しており、滋賀県内では大津市立瀬田北中学校、守山市立守山南中学校に次いで3番目に生徒数が多い中学校であった。

## 沿革
- 1980年（昭和55年）5月17日 - 地鎮祭を挙行、同日を創立記念日とする[3]。
- 1981年（昭和56年）4月1日 - 栗東町立栗東中学校（現・栗東市立栗東中学校）より栗東町立栗東西中学校が分離開校[4]。
- 2001年（平成13年）10月1日 - 栗東町の市制施行により、栗東市立栗東西中学校に改称する。

## 基礎データ

### スローガン
- 校訓 - 自主自律、不撓不屈、協心協力[1]
- 教育目標 - 心豊かで たくましい 生徒の育成[1]

## 部活動

### 運動部
- 野球、サッカー、陸上、テニス、剣道、体操、水泳、バスケットボール、バレーボール、卓球、バドミントン[5]

### 文化部
- 吹奏楽、美術、家庭、技術、科学[5]

## 学区
- 栗東市立治田西小学校・栗東市立大宝小学校・栗東市立大宝東小学校・栗東市立大宝西小学校の校区全域[6]

## 交通アクセス
鉄道
- JR琵琶湖線（東海道本線）栗東駅下車、徒歩約10分[7]。

バス
- 草津・栗東・守山くるっとバス「花園」停留所下車、徒歩約3分[7]。

## 著名な卒業生
- 尾道幸治（映像作家、撮影監督）
- GACKT（歌手）
- 森田まさのり（漫画家） - 当校の開設に伴い、栗東町立栗東中学校（現・栗東市立栗東中学校）から編入[8]。
- 橋内優也（プロサッカー選手）
- 橋内竜真（元サッカー選手、優也の弟）
- 山田陽翔（プロ野球選手）